# フィリップ・ビュルティ

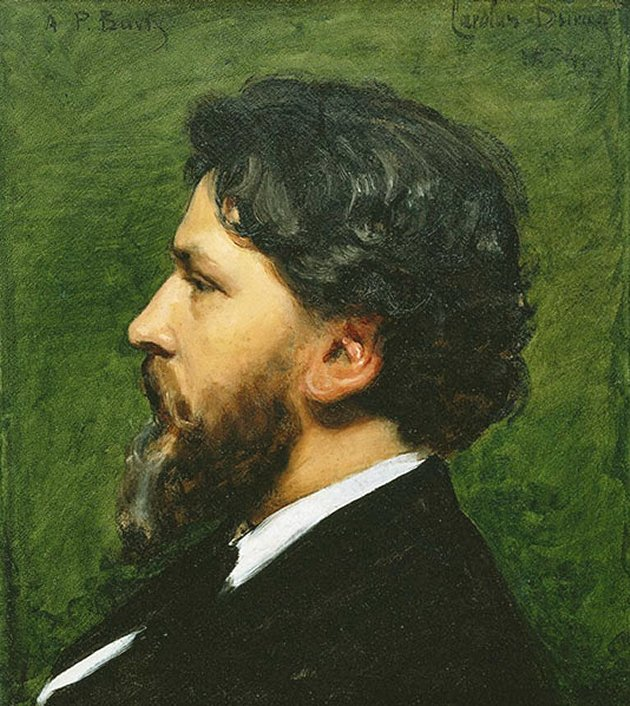
フィリップ・ビュルティ
(画)カロリュス＝デュラン

フィリップ・ビュルティ（Philippe Burty、1830年6月2日 - 1890年3月6日）は、フランスの美術評論家、作家、詩人、イラストレーター、版画家、美術コレクターである。印象派の擁護者であった 。東洋の美術品のコレクターでもあり、フランスの雑誌に「ジャポニスム」という言葉を始めて用いた。

## 略歴
リヨンの裕福な生糸商の子として、パリで生まれた。1859年に創刊された美術雑誌、「ガゼット・デ・ボザール」（Gazette des beaux-arts）の創刊以来の美術評論家で、1869年に創刊された新聞「Le Rappel」のために1871年まで記事を書いた。1872年から1874年の間は前衛的な雑誌、「La Renaissance littéraire et artistique」に寄稿した。ビュルティが「ジャポニスム」という言葉を初めて用いるのは1872年の「La Renaissance littéraire et artistique」の記事においてである。「La République Française」、「Academie」や「L'Art」といった雑誌にもしばしば記事を書いた。
ロマン派の画家、ウジェーヌ・ドラクロワの残した資料を集め、ドラクロワの書簡を集めた著書を出版した。1860年代からフランス人画家の版画を集めた。1869年に有名な画家の版画と当時の詩を集めた、詞画集、"Sonnets et eaux-fortes" を編集し出版した。版画への興味から日本の浮世絵版画の熱心な収集家となり、さらに収集は日本の陶磁器、刀剣類に及んだ。日本の美術品を扱ったパリの美術商のサミュエル・ビングの重要な顧客になるとともに、ビングが創刊した雑誌、「Le Japon artistique」などに日本美術に関する記事を執筆した。

## 家族

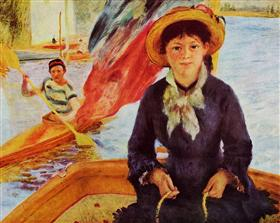
ルノアールによるマドレーヌの肖像画。フィリップが結婚祝いに娘に贈った。1877年

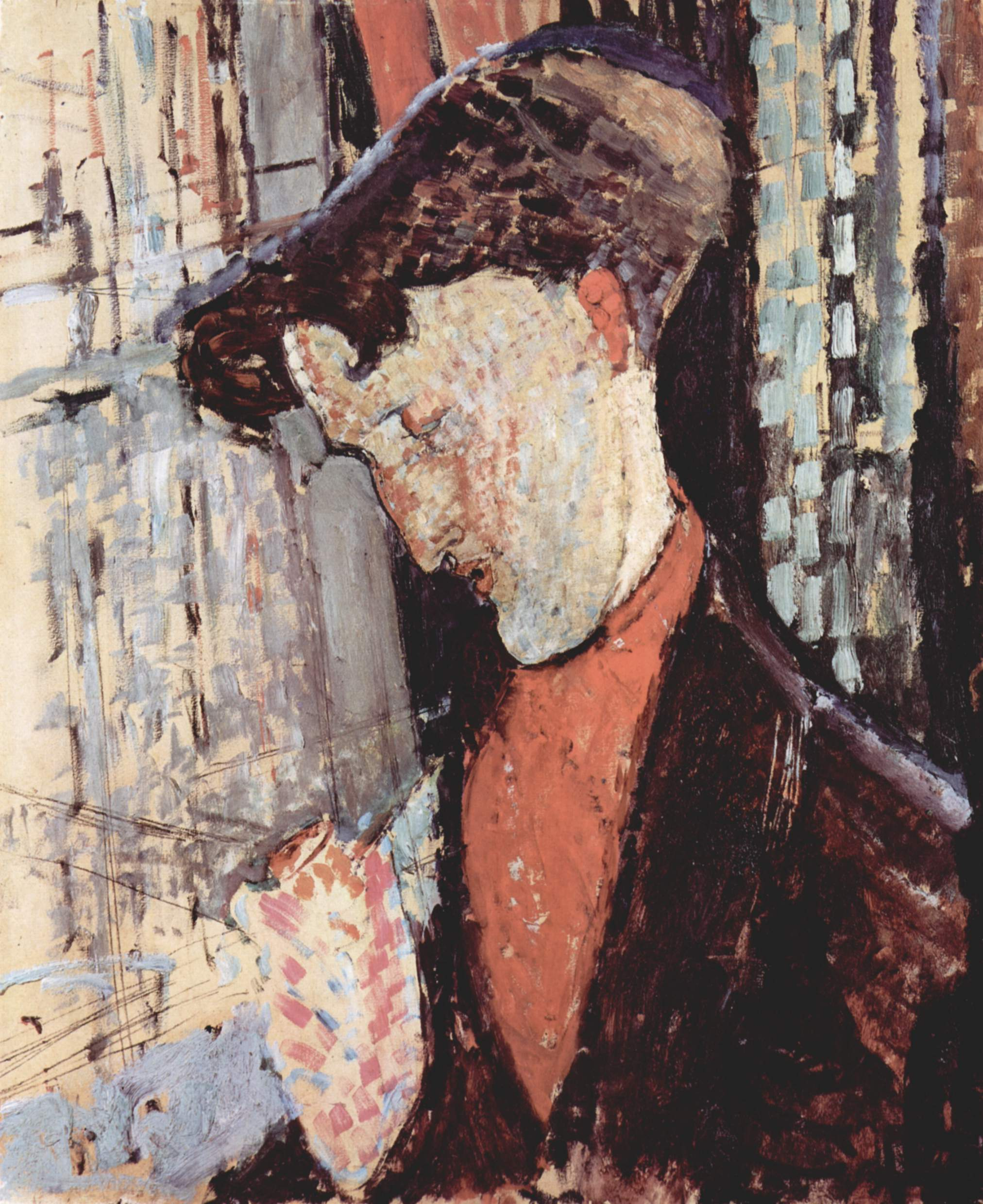
モディリアーニによるフランクの肖像画

娘のマドレーヌ(1860-1900) はリモージュ磁器を世界的にした有名メーカーアビランド社の2代目経営者シャルル・エドワール・アビランド (1839 - 1921、fr:Charles Edward Haviland) の後妻となった。
マドレーヌの長男のポール (1880-1950、fr:Paul Burty Haviland) はパリ大学、ハーバード大学大学院を卒業後、ニューヨークで暮らしたのち、家業を手伝うためフランスに帰国、ルネ・ラリックの娘スザンヌと結婚した。また、スティーグリッツのパトロンとしても知られ、ニューヨークで写真雑誌291(en:291 (magazine))や画廊も経営していた。
二男のフランク・ビュルティ・アビランド (1886 - 1971、fr:Frank Burty Haviland) はキュビズム画家で、ピカソやブラックらのパトロンでもあった。1950年にはセレ現代美術館を創設、マチスやピカソのコレクション蒐集に寄与した。

## Sonnets et eaux-fortesの挿画
- (画)アルマン・ケイロワ
- (画)ジュール・エロー
- (画)ランビエール
- (画)エドゥアール・マネ